# Поляна (Завитинский район)
Поляна — упразднённое село в Завитинском районе Амурской области России. Исключено из учётных данных в 1974 году.

## География
Село располагалось на левом берегу реки Завитая, на расстоянии примерно 18 километров (по прямой) к северо-востоку от села Марьяновка.

## История
Село возникло в 1913 году. По данным на 1916 год деревня Поляна состояла из 53 дворов (население составляло 285 человек) и входила в состав Валуевской волости 7-го стана Амурского уезда Амурской области.
По данным 1926 года в Поляне имелось 63 хозяйств (58 крестьянского типа и 5 прочих) и проживало 334 человека (179 мужчин и 155 женщин). В национальном составе населения преобладали русские. В административном отношении входил в состав Яносовского сельсовета Завитинского района Амурского округа Дальневосточного края.
В 1930—1950-е годы действовал колхоз «Путь Ильича».
Решением Амурского исполкома от 7 июня 1974 года № 253, село Поляна исключено из учётных данных как несуществующее.